# 1512 en arts plastiques
| Années des arts plastiques : 1509 - 1510 - 1511 - 1512 - 1513 - 1514 - 1515    |
| Décennies des arts plastiques : 1480 - 1490 - 1500 - 1510 - 1520 - 1530 - 1540 |

Cette page concerne l'année 1512 en arts plastiques.

## Œuvres

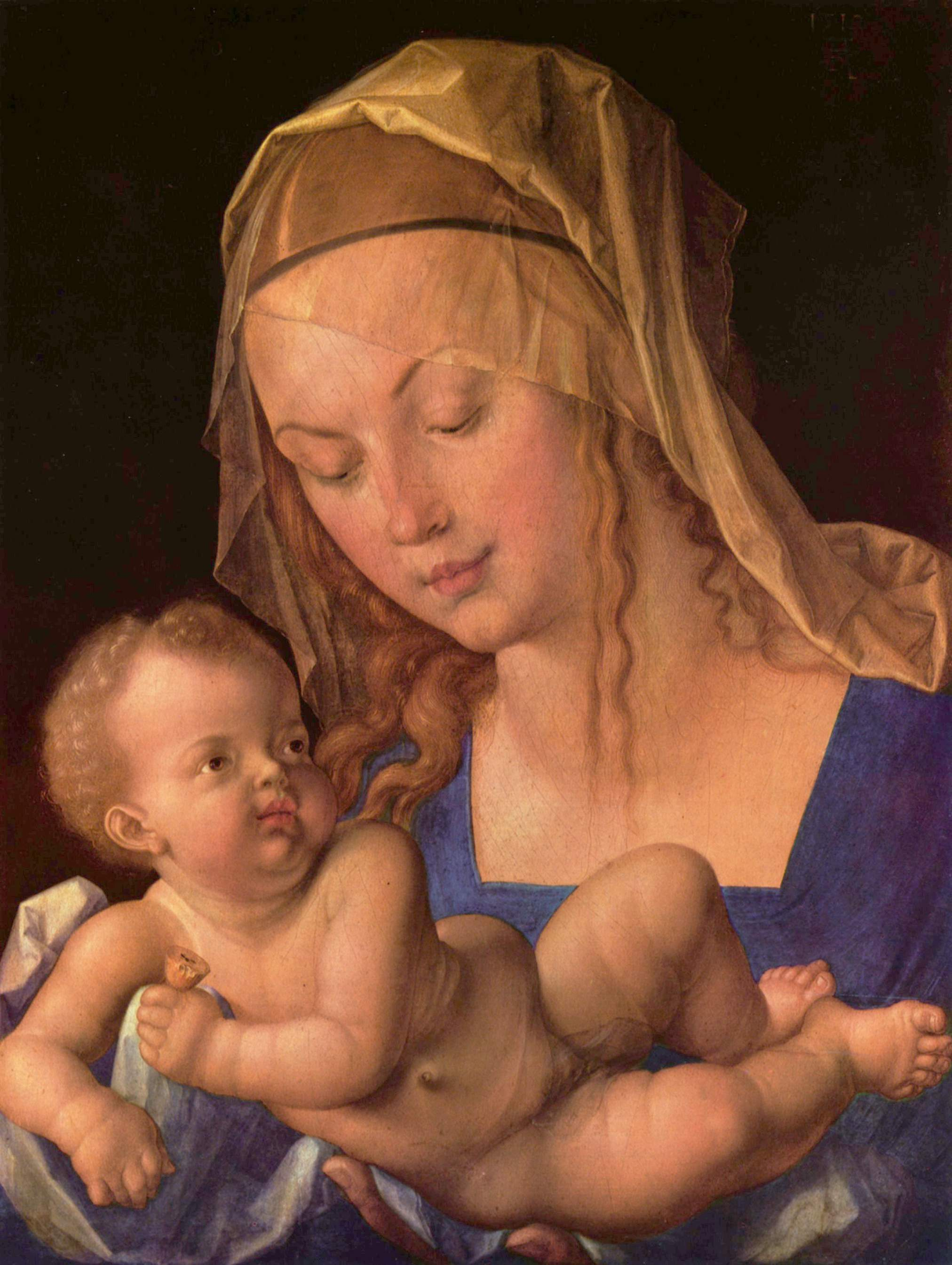
Vierge à l'Enfant, d'Albrecht Dürer.

## Naissances
- ? :
  - Prospero Fontana, peintre maniériste et d'histoire italien († 1597),
  - Bernardino Lanino, peintre italien († 1583),
  - Lorenzo Rustici, peintre italien de l'école siennoise († 1572),

- Vers 1512 :
  - Maître au Dé (ou Bernardo Daddi), graveur italien († 1570),
  - Battista del Moro, peintre italien († vers 1573).

## Décès
- Michel Colombe, sculpteur français à Tours (° fin 1512 ou 1513).